# Elisabeth von Pfalz-Simmern
Elisabeth von Pfalz-Simmern (* 13. Februar 1520 in Simmern; † 18. Februar 1564 in Fürstenau) war durch Heirat Gräfin von Erbach.

## Leben
Elisabeth war eine Tochter des Pfalzgrafen und Herzogs Johann II. von Pfalz-Simmern (1492–1557) aus dessen Ehe mit Beatrix (1492–1535), Tochter des Markgrafen Christoph I. von Baden. Sie war eine Schwester des Kurfürsten Friedrich III. von der Pfalz.
Elisabeth heiratete am 9. Januar 1535 in Fürstenau Graf Georg II. von Erbach (1506–1569), Oberhofmarschall des Kurfürsten von der Pfalz in Heidelberg. Die Vermählung wurde sehr aufwändig gefeiert; die Mitgift Elisabeths betrug 6.000 Goldgulden. Nach der Vermählung residierte Georg mit seiner Gemahlin in Fürstenau, einer bisherigen Nebenresidenz der Grafen von Erbach. Ein freundschaftliches Verhältnis entwickelte Elisabeth zu der Humanistin Olympia Fulvia Morata die mit ihrem Mann am Hof in Fürstenau Asyl gefunden hatte.
Die Gräfin, deren Ehe kinderlos geblieben war, wurde in der Stadtkirche Michelstadt beigesetzt. Die Grabtumba Elisabeths und ihres Mannes Georg, geschaffen von Johann von Trarbach, beherrscht die Mitte des dortigen Chorraums und ist mit Balustersäulen im Stil der Frührenaissance verziert.